# Galeosoma robertsi
Galeosoma robertsi là một loài nhện trong họ Idiopidae.
Loài này thuộc chi Galeosoma. Galeosoma robertsi được J. Hewitt miêu tả năm 1916.